# آرثر كريستيان (سياسي)
آرثر كريستيان (بالإنجليزية: Arthur Christian)‏ هو سياسي بريطاني وأسترالي (وحمل سابقاً جنسية المملكة المتحدة لبريطانيا العظمى وأيرلندا)، ولد في 7 أكتوبر 1893، وتوفي في 8 يناير 1956. حزبياً، نشط في تحالف الليبرالية والريفي.

## مناصب
- انتخب Minister of Forests ‏ (28 مايو 1954 – 8 يناير 1956).
- انتخب وزير الزراعة (28 مايو 1954 – 8 يناير 1956).
- انتخب عضو مجلس النواب جنوب أستراليا من الجمعية عن دائرة Electoral district of Eyre (South Australia) [الإنجليزية]‏ وقد انضم خلال فترته النيابية (19 مارس 1938 – 8 يناير 1956) للكتلة البرلمانية تحالف الليبرالية والريفي.
- انتخب عضو مجلس النواب جنوب أستراليا من الجمعية عن دائرة Electoral district of Flinders [الإنجليزية]‏ وقد انضم خلال فترته النيابية (8 أبريل 1933 – 18 مارس 1938) للكتلة البرلمانية تحالف الليبرالية والريفي.